# Georissa biangulata
Georissa biangulata é uma espécie de gastrópode  da família Hydrocenidae.
É endémica de Guam.